# Frédéric Gingreau
Frédéric Gingreau est un joueur français de volley-ball né le 10 février 1981 à Loudun (Vienne). Il mesure 2,00 m et joue attaquant.

## Clubs
| Club                | Pays   | De        | À         |
| ------------------- | ------ | --------- | --------- |
| Stade Poitevin      | France | 1999-2000 | 2004-2005 |
| FL Saint-Quentin VB | France | 2005-2006 | 2006-2007 |
| Nice Volley-Ball    | France | 2007-2008 | 2008-2009 |
| Cambrai Volley-Ball | France | 2009-2010 | 2009-2010 |
| AMSL Fréjus         | France | 2010-2011 | 2011-2012 |

## Palmarès
Meilleur serveur 2005-2006 
Montée en pro A avec Nice 2008-2009